# HD37633
HD37633 є хімічно пекулярною зорею спектрального класу
B9 й має видиму зоряну величину в смузі V приблизно  9,0.
Вона знаходиться у сузір'ї Оріона. 

## Пекулярний хімічний вміст
Зоряна атмосфера HD37633 має підвищений вміст 
Eu
.